# باشگاه فوتبال اسپلتورن اسپورتس
باشگاه فوتبال اسپلتورن اسپورتس (به انگلیسی: Spelthorne Sports Football Club) یک باشگاه فوتبال در شهر اسپلتورن، کشور انگلستان است که در سال ۱۹۲۲ میلادی تأسیس شده است.